# Allium taishanense
Allium taishanense är en amaryllisväxtart som beskrevs av Jie Mei Xu. Allium taishanense ingår i släktet lökar, och familjen amaryllisväxter. Inga underarter finns listade i Catalogue of Life.